# NGC 420
NGC 420 est une galaxie lenticulaire située dans la constellation des Poissons. Sa vitesse par rapport au fond diffus cosmologique est de 4 716 ± 23 km/s, ce qui correspond à une distance de Hubble de 69,6 ± 4,9 Mpc (∼227 millions d'al).
NGC 420 a été découverte par l'astronome germano-britannique William Herschel en 1784.
À ce jour, deux mesures non basées sur le décalage vers le rouge (redshift) donnent une distance de 60,650 ± 13,223 Mpc (∼198 millions d'al), ce qui est à l'intérieur des valeurs de la distance de Hubble. Notons cependant que c'est avec la valeur moyenne des mesures indépendantes, lorsqu'elles existent, que la base de données NASA/IPAC calcule le diamètre d'une galaxie et qu'en conséquence le diamètre de NGC 420 pourrait être d'environ 42,3 kpc (∼138 000 al) si on utilisait la distance de Hubble pour le calculer.

## Groupe de NGC 452
NGC 420 fait partie du groupe de NGC 452 dont les membres sont indiqués dans des articles d'Abraham Mahtessian paru en 1998 et de A.M Garcia paru en 1993. Ce groupe compte plus d'une vingtaine de galaxies.